# Río Chakra
El Chakra es un río que fluye por Kundapur y Gungulli en el oeste de la India.
En su recorrido se une con el río Souparnika, el río Varahi y el río Kubja para finalmente desembocar en el Mar de Omán.
- Datos: Q605465
- Multimedia: Chakra River / Q605465